# Jiří Škoda
Jiří Škoda (ur. 27 marca 1956 w Brnie) – czechosłowacki kolarz szosowy, brązowy medalista olimpijski oraz brązowy medalista mistrzostw świata.

## Kariera
Pierwszy sukces w karierze Jiří Škoda osiągnął w 1976 roku, kiedy zajął pierwsze miejsce w klasyfikacji generalnej wyścigu Dookoła Słowacji. Cztery lata później wystartował na igrzyskach olimpijskich w Moskwie, gdzie wspólnie z Vlastiborem Konečným, Alipim Kostadinovem i Michalem Klasą zdobył brązowy medal w drużynowej jeździe na czas. Na tych samych igrzyskach wystartował także w wyścigu ze startu wspólnego, który ukończył na trzynastej pozycji. W 1981 roku wziął udział w mistrzostwach świata w Pradze, razem Klasą, Kostadinovem i Milanem Jurčo ponownie zajął trzecie miejsce w tej konkurencji. Ponadto jeszcze dwukrotnie zwyciężył w wyścigu Dookoła Słowacji (1980 i 1985) oraz dwukrotnie wygrał włoski Giro delle Regione (1984 i 1986). Kilkakrotnie zdobywał medale szosowych mistrzostw Czechosłowacji, w tym złote w wyścigu ze startu wspólnego w latach 1981 i 1983.